# Šárka Kubínová
Šárka Kubínová (Havlíčkův Brod, 19 aprile 1988) è una pallavolista ceca.
Gioca nel ruolo di palleggiatrice.

## Carriera
La carriera di Šárka Kubínová inizia nel 2003, quando entra a far parte del settore giovanile del Volejbalový klub Královo Pole, dove gioca per due annate, prima di essere promossa in prima squadra nella stagione 2005-06, debuttando nella Extraliga ceca: resta nel club per cinque stagioni, vincendo due scudetti e la Coppa della Repubblica Ceca 2005-06; nel 2010 ottiene inoltre le prime convocazioni nella nazionale ceca.
Nella stagione 2010-11 approda al Volejbalový klub Prostějov, dove gioca per due annate e si aggiudica altrettanti scudetti e coppe nazionali, oltre al Middle European League 2010-11. Nel campionato 2012-13 gioca per la prima volta all'estero, ingaggiata nella Lega Nazionale A svizzera dal Volleyball Köniz, dove resta per due stagioni, prima di passare nel campionato 2014-15 alla Lokomotiv Bakı Voleybol Klubu, club della Superliqa azera, che tuttavia lascia già nel novembre 2014.

## Palmarès

### Club
- Campionato ceco: 4

2005-06, 2006-07, 2010-11, 2011-12
- Coppa della Repubblica Ceca: 3

2005-06, 2010-11, 2011-12
- Middle European League: 1

2010-11